# Siegfried Adler (Radsportler)
Siegfried Adler (* 29. März 1943 in Görlitz) ist ein ehemaliger deutscher Radrennfahrer.

## Radsport-Laufbahn

### Straße
Siegfried Adler errang 1965 bei den Deutschen Straßen-Radmeisterschaften hinter Wilfried Peffgen den dritten Rang. 1966 gewann er ein Straßen-Einzelzeitfahren in Nantes vor Henri Heintz. Beim Straßen-Mannschaftsfahren anlässlich der 33. Weltmeisterschaften im Straßenfahren auf dem Nürburgring und in Köln vom 25. bis 28. August 1966 holte er mit Martin Gombert, Dieter Leitner und Horst Ruster den 11. Platz. Am 4. Mai 1967 errang er bei den Vier Tagen von Dünkirchen im Straßen-Einzelzeitfahren den dritten Platz. Ein Vierteljahr später erreichte er beim Großen Preis von Belgien am 6. August 1967 Platz fünf. Das war besonders bemerkenswert, da er nach einem vier Monate zuvor erlittenen Autounfall zwei Monate im Krankenhaus verbringen musste. Beim Grand Prix des Nationes in Paris wurde er Vierter. 1968 startete er im Team von Jacques Anquetil bei der Tour de France und konnte im Prolog am 27. Juni 1968 in Vittel mit dem 15. Platz im Einzelzeitfahren einen Achtungserfolg erzielen. 1969 startete er beim Giro d’Italia im Team Eliolona mit Julio Jiménez.

### Bahn
1967 wurde Adler Deutscher Meister in der Einerverfolgung vor Klaus May. 1968 und 1969 errang er zweite Plätze hinter Peter Glemser (1968) und Albert Fritz (1969). Am 2. August 1968 steigerte er in Zürich Oerlikon den Hallen-Stundenweltrekord auf 46,847 km und am gleichen Tag über 20 Kilometer auf 25:18 Minuten. Er nahm an fünf Bahnrad-Weltmeisterschaften teil und war 1967 Sechster der Weltrangliste im Profi-Zeitfahren.

## Trainer-Tätigkeit
Nachdem Siegfried Adler 1970/71 die Trainer-Ausbildung an der Sportschule Schöneck abgeschlossen hatte, war er Verbandstrainer und Sportlehrer am Ettlinger Wirtschaftsgymnasium. Er war Organisationschef Triathlon als Demonstrationssportart bei den am 15. und 16. Juli 1989 stattfindenden World Games in Karlsruhe. In dieser Zeit war er Radsport-Abteilungsleiter beim Ettlinger Sportverein und 1985 Gründungsmitglied der Deutschen Triathlon Union.